# Konståret 1870

## Händelser

### Okänt datum
- Konstakademien flyttar in i det egna huset på Fredsgatan 12.

## Verk

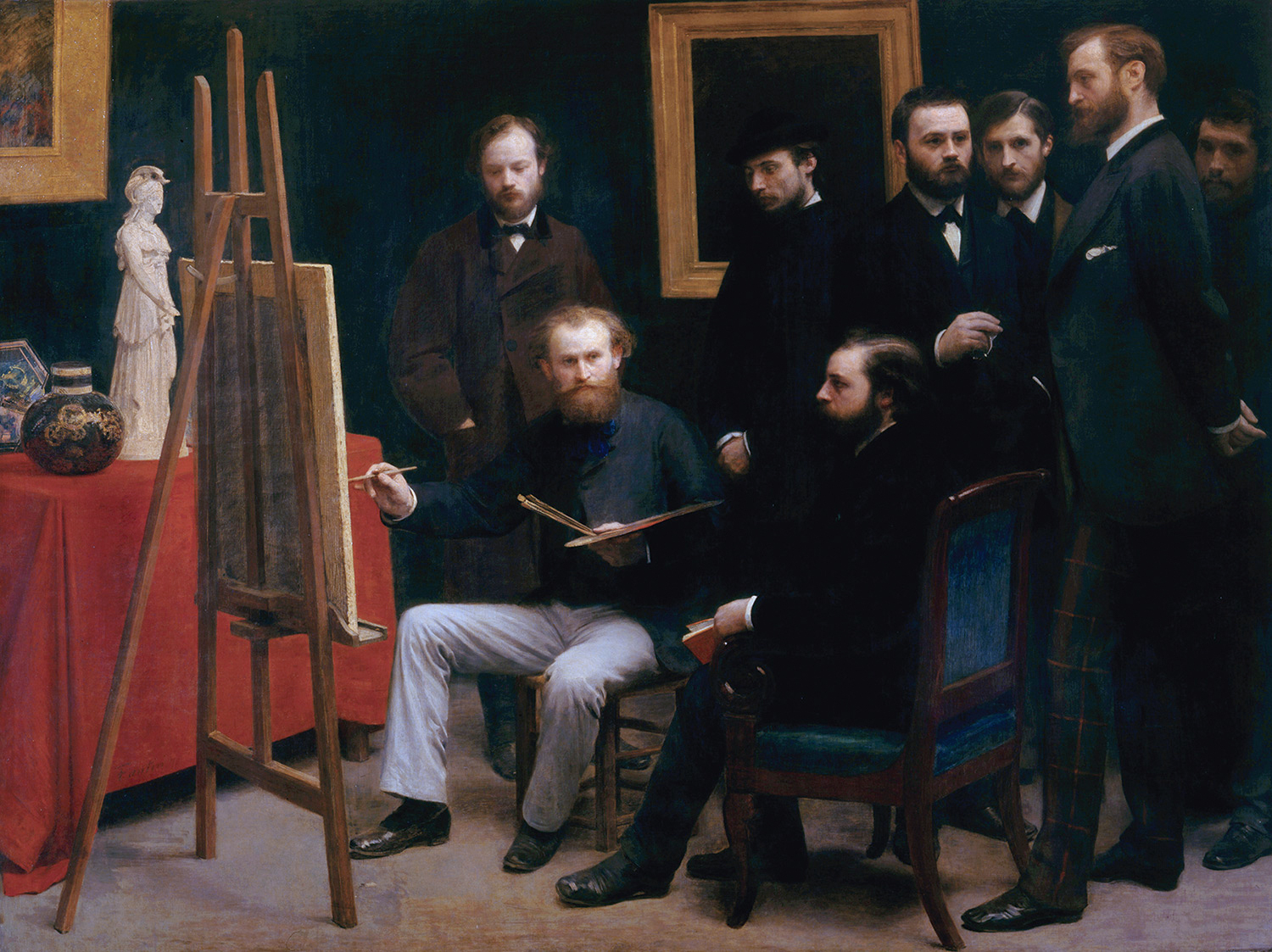
Henri Fantin-Latour verk Un atelier aux Batignolles målades 1870 och finns nu att beskåda på Musée d'Orsay i Paris.

- Henri Fantin-Latour - Un atelier aux Batignolles (Musée d'Orsay i Paris)
- Édouard Manet - La Brioche (Metropolitan Museum of Art i New York)
- Adolphe Appian – Le haut du bois des Roches à Rossillon (Monastère de Brou i Bourg-en-Bresse)

## Födda
- 1 januari - Louis Vauxcelles (död 1943), fransk konstkritiker.
- 2 januari - Ernst Barlach (död 1938), tysk skulptör och tecknare.
- 11 januari - Bernhard Österman (död 1938), svensk konstnär.
- 11 januari - Emil Österman (död 1927), svensk målare.
- 11 januari - Alexander Stirling Calder (död 1945), amerikansk skulptör.
- 23 januari  - Johan Stenström (död 1945), svensk målare, tecknare och dekoratör
- 6 februari - Emma Adlerz (död 1947), svensk konstnär (målare).
- 8 mars - Hilding Nyman (död 1937), svensk målare, tecknare och grafiker.
- 13 mars - William Glackens (död 1938), amerikansk målare.
- 22 juni - Dattilo Rubbo (död 1955), australiensisk målare och konstlärare.
- 30 juni - Eva Mannerheim-Sparre (död 1958), finlandssvensk grevinna, författare och konstnär.
- 21 juli - Emil Orlik (död 1932), österrikisk-ungersk målare och litografiker.
- 25 juli - Maxfield Parrish (död 1966), amerikansk målare och illustratör.
- 9 november - Magnus Enckell (död 1925), finländsk bildkonstnär.
- 18 november - Franz Metzner (död 1919), tysk skulptör.
- 6 december - David Ljungdahl (död 1940), svensk lärare, akvarellist, grafiker och illustratör.
- 19 december - Dora Wahlroos (död 1947), finlandssvensk konstnär.
- 23 december - John Marin (död 1953), amerikansk målare.
- 24 december - Kel Kodheli (död 1940), albansk målare och fotograf.
- okänt datum - Arthur Diehl (död 1929), engelsk landskapsmålare.
- okänt datum - Martha Stettler (död 1946), schweizisk konstnär.
- okänt datum - Anders Nilsson (död 1935), svensk silversmed.

## Avlidna
- 17 januari - Alexander Anderson (född 1775), amerikansk illustratör.
- 27 januari - Johannes Flintö (född 1787), dansk-norsk konstnär.
- 13 maj - Paul Konewka (född 1840), tysk silhuett-tecknare.
- 5 juni - Friedrich Wilhelm Gubitz (född 1786), tysk träsnidare och författare.
- 13 juli - Johan Fredrik Eckersberg (född 1822), norsk konstnär.
- 28 november - Frédéric Bazille (född 1841), fransk målare.
- 9 december - Max Emanuel Ainmiller (född 1807), tysk glasmålare.
- 9 december - Patrick MacDowell, (född 1799) irländsk skulptör.
- 25 december - Ifwares Daniel Andersson (född 1799), svensk dalmålare.
- okänt datum - Achille Leonardi (född 1800), italiensk konstnär.
- okänt datum - David Octavius Hill (född 1802), skotsk målare och pionjär inom fotografi.
- okänt datum - Daniel Maclise (född 1806), irländsk målare.
- okänt datum - Carl Johan Billmark (född 1804), svensk litograf och tecknare.